# Polska na Letnich Igrzyskach Olimpijskich Młodzieży 2018
Polska na Letnich Igrzyskach Olimpijskich Młodzieży 2018 – reprezentacja Polski podczas Letnich Igrzyskach Olimpijskich Młodzieży 2018 w Buenos Aires rozegranych w dniach 6–18 października 2018 roku. Kadra liczyła 69 zawodników, którzy wystąpili w 17 dyscyplinach. Zdobyli łącznie jeden złoty medal, dwa srebrne i cztery brązowe.
Czwartego dnia rywalizacji pierwszy medal zdobył Jan Kałusowski w pływaniu na dystansie 200 m stylem klasycznym. Jeszcze tego samego dnia Jakub Kraska, Jan Kałusowski, Jakub Majerski i Bartłomiej Koziejko zajęli trzecie miejsce w sztafecie 4 × 100 m stylem zmiennym. Dwa dni później srebro dorzucił Jakub Kraska na 100 m stylem dowolnym. Następnego dnia złoto zdobyła Iga Świątek w parze ze Słowenką Kają Juvan w tenisowym turnieju gry podwójnej, wygrywając w finale z Japonkami Yuki Naito i Naho Sato. 6:7(5), 7:5, 10–4. Dorobek medalowy uzupełnili dwoma brązowymi medalami Gracjan Kozak w rzucie półtorakilogramowym dyskiem i Kamil Kasperczak, który razem z Hiszpanką Laurą Heredią zajął trzecie miejsce w pięcioboju nowoczesnym w sztafecie mieszanej.

## Kadra
| Konkurencja          | Dziewczęta | Chłopcy | Razem |
| -------------------- | ---------- | ------- | ----- |
| Boks                 | 1          | 0       | 1     |
| Breaking             | 0          | 1       | 1     |
| Hokej na trawie      | 9          | 9       | 18    |
| Kajakarstwo          | 0          | 1       | 1     |
| Kolarstwo            | 2          | 2       | 4     |
| Lekkoatletyka        | 7          | 8       | 15    |
| Pięciobój nowoczesny | 1          | 1       | 2     |
| Pływanie             | 4          | 4       | 8     |
| Podnoszenie ciężarów | 1          | 1       | 2     |
| Siatkówka plażowa    | 2          | 2       | 4     |
| Strzelectwo          | 1          | 0       | 1     |
| Szermierka           | 1          | 1       | 2     |
| Taekwondo            | 1          | 1       | 2     |
| Tenis stołowy        | 1          | 0       | 1     |
| Tenis ziemny         | 1          | 1       | 2     |
| Wspinaczka sportowa  | 2          | 0       | 2     |
| Żeglarstwo           | 2          | 1       | 3     |
| Razem                | 36         | 33      | 69    |

### Lista zawodników
| Zawodnik               | Data urodzenia            | Dyscyplina           | Płeć |
| ---------------------- | ------------------------- | -------------------- | ---- |
| Julia Balcerzak        | 24 kwietnia 2001(dts)     | Hokej na trawie      | K    |
| Maciej Bem             | 31 marca 2001(dts)        | Szermierka           | M    |
| Eryk Bembenek          | 25 listopada 2001(dts)    | Hokej na trawie      | M    |
| Tomasz Bembenek        | 17 stycznia 2000(dts)     | Hokej na trawie      | M    |
| Wiktoria Bober         | 26 września 2000(dts)     | Strzelectwo          | K    |
| Karolina Bomba         | 11 stycznia 2002(dts)     | Lekkoatletyka        | K    |
| Nicole Chruszcz        | 16 kwietnia 2000(dts)     | Hokej na trawie      | K    |
| Jakub Chumeńczuk       | 24 listopada 2000(dts)    | Hokej na trawie      | M    |
| Jakub Czak             | 29 maja 2001(dts)         | Lekkoatletyka        | M    |
| Kornelia Fiedkiewicz   | 5 sierpnia 2001(dts)      | Pływanie             | K    |
| Kinga Gacka            | 25 października 2001(dts) | Lekkoatletyka        | K    |
| Natalia Gajewska       | 23 sierpnia 2001(dts)     | Boks                 | K    |
| Jakub Gebler           | 5 stycznia 2001(dts)      | Hokej na trawie      | M    |
| Julia Gierczyńska      | 27 sierpnia 2000(dts)     | Siatkówka plażowa    | K    |
| Piotr Goździewicz      | 23 marca 2001(dts)        | Lekkoatletyka        | M    |
| Weronika Hallmann      | 20 lipca 2000(dts)        | Pływanie             | K    |
| Oliwia Hłobuczek       | 25 stycznia 2001(dts)     | Żeglarstwo           | K    |
| Gracjan Jarzyński      | 1 kwietnia 2001(dts)      | Hokej na trawie      | M    |
| Marta Jaskulska        | 25 marca 2000(dts)        | Kolarstwo            | K    |
| Patrycja Jundziłł      | 11 lipca 2000(dts)        | Siatkówka plażowa    | K    |
| Karolina Jurczyk       | 25 listopada 2001(dts)    | Pływanie             | K    |
| Aleksandra Kałucka     | 25 grudnia 2001(dts)      | Wspinaczka sportowa  | K    |
| Natalia Kałucka        | 25 grudnia 2001(dts)      | Wspinaczka sportowa  | K    |
| Jan Kałusowski         | 12 marca 2000(dts)        | Pływanie             | M    |
| Kamil Kasperczak       | 31 grudnia 2000(dts)      | Pięciobój nowoczesny | M    |
| Klaudia Kazimierska    | 23 września 2001(dts)     | Lekkoatletyka        | K    |
| Wiktoria Kierat        | 3 sierpnia 2000(dts)      | Kolarstwo            | K    |
| Aleksandra Knop        | 9 września 2003(dts)      | Pływanie             | K    |
| Marcelina Koszel       | 19 lutego 2002(dts)       | Taekwondo            | K    |
| Gracjan Kozak          | 19 listopada 2001(dts)    | Lekkoatletyka        | M    |
| Bartłomiej Koziejko    | 28 lutego 2000(dts)       | Pływanie             | M    |
| Jakub Kraska           | 19 kwietnia 2000(dts)     | Pływanie             | M    |
| Piotr Kryński          | 5 maja 2001(dts)          | Kolarstwo            | M    |
| Aleksandra Kucharska   | 24 lutego 2001(dts)       | Hokej na trawie      | K    |
| Oliwia Kucharska       | 20 marca 2003(dts)        | Hokej na trawie      | K    |
| Magdalena Ławska       | 1 października 2001(dts)  | Szermierka           | K    |
| Adam Łukomski          | 6 września 2001(dts)      | Lekkoatletyka        | M    |
| Rafał Łupiński         | 20 marca 2001(dts)        | Lekkoatletyka        | M    |
| Jakub Majerski         | 18 sierpnia 2000(dts)     | Pływanie             | M    |
| Kamil Manowiecki       | 4 lutego 2002(dts)        | Żeglarstwo           | M    |
| Adam Masaczyński       | 6 lutego 2001(dts)        | Lekkoatletyka        | M    |
| Dżesika Mazur          | 21 września 2001(dts)     | Hokej na trawie      | K    |
| Wiktoria Miąso         | 14 listopada 2001(dts)    | Lekkoatletyka        | K    |
| Daniel Michalski       | 11 stycznia 2000(dts)     | Tenis ziemny         | M    |
| Mikołaj Miszczuk       | 18 lipca 2000(dts)        | Siatkówka plażowa    | M    |
| Marek Mucha            | 25 lutego 2001(dts)       | Lekkoatletyka        | M    |
| Korneliusz Nitka       | 6 grudnia 2001(dts)       | Hokej na trawie      | M    |
| Michał Nowakowski      | 21 września 2000(dts)     | Hokej na trawie      | M    |
| Damian Papierski       | 26 stycznia 2000(dts)     | Kolarstwo            | M    |
| Wojciech Pilarz        | 4 kwietnia 2002(dts)      | Kajakarstwo          | M    |
| Małgorzata Plewa       | 11 lipca 2002(dts)        | Hokej na trawie      | K    |
| Dominik Poznański      | 13 października 2000(dts) | Siatkówka plażowa    | M    |
| Tomasz Ratajczyk       | 20 września 2002(dts)     | Lekkoatletyka        | M    |
| Monika Romaszko        | 13 kwietnia 2002(dts)     | Lekkoatletyka        | K    |
| Paulina Rutkowska      | 4 stycznia 2001(dts)      | Podnoszenie ciężarów | K    |
| Jakub Sadurski         | 29 stycznia 2002(dts)     | Taekwondo            | M    |
| Lena Skoczek           | 8 lipca 2001(dts)         | Hokej na trawie      | K    |
| Pia Skrzyszowska       | 20 kwietnia 2001(dts)     | Lekkoatletyka        | K    |
| Alicja Stój            | 23 marca 2001(dts)        | Lekkoatletyka        | K    |
| Lidia Sulikowska       | 6 maja 2000(dts)          | Żeglarstwo           | K    |
| Marcin Szczęsny        | 3 lipca 2001(dts)         | Hokej na trawie      | M    |
| Iga Świątek            | 31 maja 2001(dts)         | Tenis ziemny         | K    |
| Sandra Tatarczuk       | 27 kwietnia 2000(dts)     | Hokej na trawie      | K    |
| Anna Węgrzyn           | 9 stycznia 2001(dts)      | Tenis stołowy        | K    |
| Piotr „Axel” Winiarski | 29 czerwca 2002(dts)      | Breaking             | M    |
| Agnieszka Wysokińska   | 12 marca 2000(dts)        | Pięciobój nowoczesny | K    |
| Dawid Zabłocki         | 4 października 2001(dts)  | Hokej na trawie      | M    |
| Jakub Zieliński        | 17 czerwca 2001(dts)      | Podnoszenie ciężarów | M    |
| Viktoria Zimmermann    | 21 listopada 2002(dts)    | Hokej na trawie      | K    |

## Zdobyte medale
| Medal  | Zawodnik                                                       | Dyscyplina           | Konkurencja                        | Data            |
| ------ | -------------------------------------------------------------- | -------------------- | ---------------------------------- | --------------- |
| złoto  | Kaja Juvan Iga Świątek                                         | Tenis ziemny         | Gra podwójna dziewcząt             | 13 października |
| srebro | Jakub Kraska                                                   | Pływanie             | 100 m stylem dowolnym chłopców     | 12 października |
| brąz   | Jan Kałusowski                                                 | Pływanie             | 200 m stylem klasycznym chłopców   | 10 października |
| brąz   | Jakub Kraska Jan Kałusowski Jakub Majerski Bartłomiej Koziejko | Pływanie             | 4 × 100 m stylem zmiennym chłopców | 10 października |
| brąz   | Tomasz Ratajczyk                                               | Lekkoatletyka        | Rzut młotem chłopców               | 14 października |
| brąz   | Laura Heredia Kamil Kasperczak                                 | Pięciobój nowoczesny | Sztafety mieszane                  | 16 października |

## Wyniki

### Boks
| Zawodniczka      | Konkurencja             | Eliminacje            | Półfinał | Finał |
| ---------------- | ----------------------- | --------------------- | -------- | ----- |
| Natalia Gajewska | Waga średnia (69–75 kg) | Nadieżda Riabec P 0–5 | NQ       | NQ    |

### Breaking
Chłopcy
| Zawodnik               | Konkurencja     | Eliminacje            | Eliminacje        | Eliminacje         | Eliminacje | Ćwierćfinał            | Półfinał            | O 3. miejsce          |
| Zawodnik               | Konkurencja     | Przeciwnicy           | Przeciwnicy       | Przeciwnicy        | Pozycja    | Ćwierćfinał            | Półfinał            | O 3. miejsce          |
| ---------------------- | --------------- | --------------------- | ----------------- | ------------------ | ---------- | ---------------------- | ------------------- | --------------------- |
| Piotr „Axel” Winiarski | Zawody chłopców | Bumblebee P 1–1 (4–6) | Broly R 1–1 (5–5) | KennyG W 2–0 (8–2) | 5. Q       | Bad Matty W 3–1 (15–5) | Martin P 0–4 (3–17) | Shigekix P 0–4 (1–19) |

Mikst
| Zawodnik                    | Konkurencja      | Eliminacje                     | Eliminacje              | Eliminacje                | Eliminacje | Ćwierćfinał | Półfinał | Finał |
| Zawodnik                    | Konkurencja      | Przeciwnicy                    | Przeciwnicy             | Przeciwnicy               | Pozycja    | Ćwierćfinał | Półfinał | Finał |
| --------------------------- | ---------------- | ------------------------------ | ----------------------- | ------------------------- | ---------- | ----------- | -------- | ----- |
| Vale Piotr „Axel” Winiarski | Zawody drużynowe | Anastasia Shigekix P 0–2 (1–9) | Yell Jordan P 0–2 (2–8) | Matina Reflow P 1–1 (4–6) | 11.        | NQ          | NQ       | NQ    |

### Hokej na trawie
Dziewczęta
| Reprezentacja | Konkurencja       | Faza grupowa | Faza grupowa   | Faza grupowa    | Faza grupowa  | Faza grupowa | Faza grupowa | Ćwierćfinał | O miejsca 5.–8. | O 7. miejsce  | Końcowa pozycja |
| Reprezentacja | Konkurencja       | Przeciwnicy  | Przeciwnicy    | Przeciwnicy     | Przeciwnicy   | Przeciwnicy  | Pozycja      | Ćwierćfinał | O miejsca 5.–8. | O 7. miejsce  | Końcowa pozycja |
| ------------- | ----------------- | ------------ | -------------- | --------------- | ------------- | ------------ | ------------ | ----------- | --------------- | ------------- | --------------- |
| Polska        | Turniej dziewcząt | Meksyk R 1–1 | Zimbabwe W 2–1 | Australia P 0–8 | Namibia W 1–0 | Chiny P 0–4  | 3. Q         | Indie P 0–3 | Austria P 1–3   | Namibia W 3–1 | 7.              |

Chłopcy
| Reprezentacja | Konkurencja     | Faza grupowa | Faza grupowa | Faza grupowa    | Faza grupowa   | Faza grupowa  | Faza grupowa | Ćwierćfinał | O miejsca 5.–8.  | O 5. miejsce    | Końcowa pozycja |
| Reprezentacja | Konkurencja     | Przeciwnicy  | Przeciwnicy  | Przeciwnicy     | Przeciwnicy    | Przeciwnicy   | Pozycja      | Ćwierćfinał | O miejsca 5.–8.  | O 5. miejsce    | Końcowa pozycja |
| ------------- | --------------- | ------------ | ------------ | --------------- | -------------- | ------------- | ------------ | ----------- | ---------------- | --------------- | --------------- |
| Polska        | Turniej chłopów | Meksyk W 6–3 | Zambia P 3–4 | Argentyna P 2–5 | Vanuatu W 15–1 | Malezja P 3–4 | 3. Q         | Indie P 2–4 | Bangladesz W 5–4 | Australia W 4–4 | 5.              |

Składy drużyn
| Numer | Zawodniczka          | Pozycja   | Data urodzenia         | Klub                    |
| ----- | -------------------- | --------- | ---------------------- | ----------------------- |
| 1     | Nicole Chruszcz      | Bramkarz  | 16 kwietnia 2000(dts)  | KKS Kolejarz Gliwice    |
| 3     | Sandra Tatarczuk     | Pomocnik  | 27 kwietnia 2000(dts)  | KKS Kolejarz Gliwice    |
| 4     | Lena Skoczek         | Obrońca   | 8 lipca 2001(dts)      | Rüsselsheimer RK        |
| 6     | Aleksandra Kucharska | Pomocnik  | 24 lutego 2001(dts)    | UKS Orient II Łozina    |
| 8     | Julia Balcerzak (K)  | Obrońca   | 24 kwietnia 2001(dts)  | LKS Gąsawa              |
| 9     | Oliwia Kucharska     | Pomocnik  | 20 marca 2003(dts)     | KS Hokej Start Brzeziny |
| 11    | Viktoria Zimmermann  | Napastnik | 21 listopada 2002(dts) | Rüsselsheimer RK        |
| 16    | Dżesika Mazur        | Napastnik | 21 września 2001(dts)  | KS Hokej Start Brzeziny |
| 19    | Małgorzata Plewa     | Pomocnik  | 11 lipca 2002(dts)     | LKS Gąsawa              |

Menedżer: Janusz Micał

Trener: Bogusław Kozłowski

Fizjoterapeuta: Marta Szymańska
| Numer | Zawodnik            | Pozycja   | Data urodzenia           | Klub                   |
| ----- | ------------------- | --------- | ------------------------ | ---------------------- |
| 1     | Jakub Gebler        | Bramkarz  | 5 stycznia 2001(dts)     | UKS Jedynka Żnin       |
| 4     | Tomasz Bembenek (K) | Obrońca   | 17 stycznia 2000(dts)    | LKS Rogowo             |
| 7     | Gracjan Jarzyński   | Pomocnik  | 1 kwietnia 2001(dts)     | UKH Start 1954 Gniezno |
| 8     | Dawid Zabłocki      | Obrońca   | 3 października 2001(dts) | LKS Gąsawa             |
| 10    | Korneliusz Nitka    | Obrońca   | 6 grudnia 2001(dts)      | UKS Jedynka Żnin       |
| 11    | Jakub Chumeńczuk    | Pomocnik  | 24 listopada 2000(dts)   | LKS Gąsawa             |
| 12    | Marcin Szczęsny     | Bramkarz  | 3 lipca 2001(dts)        | MKS Środa Wielkopolska |
| 20    | Michał Nowakowski   | Napastnik | 21 września 2000(dts)    | UKS Jedynka Żnin       |
| 21    | Eryk Bembenek       | Napastnik | 24 listopada 2001(dts)   | LKS Rogowo             |

Menedżer: Łukasz Wojcieszak

Trener: Mateusz Grochal

Fizjoterapeuta: Michał Pietrzak

### Kajakarstwo
| Zawodnik        | Konkurencja           | Kwalifikacje | Kwalifikacje | Repasaż | Repasaż | Ćwierćfinał                    | Półfinał                    | O 3. miejsce              | Pozycja końcowa |
| Zawodnik        | Konkurencja           | Czas         | Pozycja      | Czas    | Pozycja | Ćwierćfinał                    | Półfinał                    | O 3. miejsce              | Pozycja końcowa |
| --------------- | --------------------- | ------------ | ------------ | ------- | ------- | ------------------------------ | --------------------------- | ------------------------- | --------------- |
| Wojciech Pilarz | Sprint bezpośredni    | 1:42,64      | 4. Q         | –       | –       | Michaił Jakowliew W 1:42,630 Q | Jules Vangeel P 1:41,220 BM | Valentin Rossi P 1:41,110 | 4.              |
| Wojciech Pilarz | Slalom z przeszkodami | 1:17,65      | 8. R         | 1:17,13 | 4. Q    | Tom Bouchardon P 1:19,570      | NQ                          | NQ                        | 8.              |

### Kolarstwo
Dziewczęta
| Zawodniczka     | Konkurencja    | Jazda drużynowa na czas | Jazda drużynowa na czas | Jazda drużynowa na czas | Jazda drużynowa na czas | Jazda drużynowa na czas | Wyścig ze startu wspólnego | Wyścig ze startu wspólnego | Wyścig ze startu wspólnego | Wyścig ze startu wspólnego | Eliminacje   | Eliminacje   | Eliminacje   | Eliminacje   | Eliminacje   | Eliminacje | Eliminacje | Eliminacje  | Eliminacje | Eliminacje | Eliminacje | Krótkie okrążenie | Krótkie okrążenie | Krótkie okrążenie | Krótkie okrążenie | Krótkie okrążenie | Krótkie okrążenie | Kryterium | Kryterium | Kryterium | Kryterium | Kryterium           | Kryterium        | Kryterium | Kryterium | Kryterium | Punkty | Pozycja |
| Zawodniczka     | Konkurencja    | Śr. prędkość            | Czas                    | Strata                  | Pozycja                 | Punkty                  | Czas                       | Strata                     | Pozycja                    | Punkty                     | Kwalifikacje | Kwalifikacje | Kwalifikacje | Kwalifikacje | 1/8 finału   | 1/8 finału | 1/8 finału | Ćwierćfinał | Półfinał   | Finał      | Punkty     | Kwalifikacje      | Kwalifikacje      | Kwalifikacje      | Kwalifikacje      | Finał             | Punkty            | Sprinty   | Sprinty   | Sprinty   | Sprinty   | Punkty sprinterskie | Miejsce na mecie | Okrążenia | Pozycja   | Punkty    | Punkty | Pozycja |
| Zawodniczka     | Konkurencja    | Śr. prędkość            | Czas                    | Strata                  | Pozycja                 | Punkty                  | Czas                       | Strata                     | Pozycja                    | Punkty                     | Śr. prędkość | Czas         | Strata       | Pozycja      | Śr. prędkość | Czas       | Pozycja    | Ćwierćfinał | Półfinał   | Finał      | Punkty     | Śr. prędkość      | Czas              | Strata            | Pozycja           | Finał             | Punkty            | 1         | 2         | 3         | 4         | Punkty sprinterskie | Miejsce na mecie | Okrążenia | Pozycja   | Punkty    | Punkty | Pozycja |
| --------------- | -------------- | ----------------------- | ----------------------- | ----------------------- | ----------------------- | ----------------------- | -------------------------- | -------------------------- | -------------------------- | -------------------------- | ------------ | ------------ | ------------ | ------------ | ------------ | ---------- | ---------- | ----------- | ---------- | ---------- | ---------- | ----------------- | ----------------- | ----------------- | ----------------- | ----------------- | ----------------- | --------- | --------- | --------- | --------- | ------------------- | ---------------- | --------- | --------- | --------- | ------ | ------- |
| Marta Jaskulska | Zawody łączone | 43,574                  | 9:46,59                 | +12,48                  | 2.                      | 80                      | 1:42:19                    | +59                        | 12.                        | 6                          | 24,056       | 2:44,614     | +53,979      | 34.          | NQ           | NQ         | NQ         | NQ          | NQ         | NQ         | 0          | DNF               | DNF               | DNF               | DNF               | NQ                | 0                 | 0         | 0         | 0         | 6         | 6                   | 2.               | 16        | 6.        | 30        | 132    | 9.      |
| Wiktoria Kierat | Zawody łączone | 43,574                  | 9:46,59                 | +12,48                  | 2.                      | 80                      | 1:42:19                    | +59                        | 9.                         | 15                         | 30,661       | 2:09,155     | +18,520      | 27.          | 30,698       | 2:09,000   | 4. Q       | NQ          | NQ         | NQ         | 0          | 26,537            | 17:11             | +1:40             | 12.               | NQ                | 0                 | 0         | 0         | 0         | 0         | 0                   | 15.              | 16        | 16.       | 1         | 132    | 9.      |

Chłopcy
| Zawodnik         | Konkurencja    | Jazda drużynowa na czas | Jazda drużynowa na czas | Jazda drużynowa na czas | Jazda drużynowa na czas | Jazda drużynowa na czas | Wyścig ze startu wspólnego | Wyścig ze startu wspólnego | Wyścig ze startu wspólnego | Wyścig ze startu wspólnego | Eliminacje   | Eliminacje   | Eliminacje   | Eliminacje   | Eliminacje   | Eliminacje | Eliminacje | Eliminacje  | Eliminacje | Eliminacje | Eliminacje | Krótkie okrążenie | Krótkie okrążenie | Krótkie okrążenie | Krótkie okrążenie | Krótkie okrążenie | Krótkie okrążenie | Kryterium | Kryterium | Kryterium | Kryterium | Kryterium           | Kryterium        | Kryterium | Kryterium | Kryterium | Punkty | Pozycja |
| Zawodnik         | Konkurencja    | Śr. prędkość            | Czas                    | Strata                  | Pozycja                 | Punkty                  | Czas                       | Strata                     | Pozycja                    | Punkty                     | Kwalifikacje | Kwalifikacje | Kwalifikacje | Kwalifikacje | 1/8 finału   | 1/8 finału | 1/8 finału | Ćwierćfinał | Półfinał   | Finał      | Punkty     | Kwalifikacje      | Kwalifikacje      | Kwalifikacje      | Kwalifikacje      | Finał             | Punkty            | Sprinty   | Sprinty   | Sprinty   | Sprinty   | Punkty sprinterskie | Miejsce na mecie | Okrążenia | Pozycja   | Punkty    | Punkty | Pozycja |
| Zawodnik         | Konkurencja    | Śr. prędkość            | Czas                    | Strata                  | Pozycja                 | Punkty                  | Czas                       | Strata                     | Pozycja                    | Punkty                     | Śr. prędkość | Czas         | Strata       | Pozycja      | Śr. prędkość | Czas       | Pozycja    | Ćwierćfinał | Półfinał   | Finał      | Punkty     | Śr. prędkość      | Czas              | Strata            | Pozycja           | Finał             | Punkty            | 1         | 2         | 3         | 4         | Punkty sprinterskie | Miejsce na mecie | Okrążenia | Pozycja   | Punkty    | Punkty | Pozycja |
| ---------------- | -------------- | ----------------------- | ----------------------- | ----------------------- | ----------------------- | ----------------------- | -------------------------- | -------------------------- | -------------------------- | -------------------------- | ------------ | ------------ | ------------ | ------------ | ------------ | ---------- | ---------- | ----------- | ---------- | ---------- | ---------- | ----------------- | ----------------- | ----------------- | ----------------- | ----------------- | ----------------- | --------- | --------- | --------- | --------- | ------------------- | ---------------- | --------- | --------- | --------- | ------ | ------- |
| Piotr Kryński    | Zawody łączone | 48,655                  | 8:45,33                 | +27,36                  | 5.                      | 40                      | 1:31:16                    | +18                        | 32.                        | 0                          | 35,784       | 1:50,665     | +9,152       | 29.          | 36,330       | 1:49,000   | 4. Q       | NQ          | NQ         | NQ         | 0          | 31,478            | 17:23             | +0:42             | 14.               | NQ                | 0                 | 0         | 0         | 0         | 0         | 0                   | DNF              | 12        | DNF       | DNF       | 80     | 10.     |
| Damian Papierski | Zawody łączone | 48,655                  | 8:45,33                 | +27,36                  | 5.                      | 40                      | 1:31:36                    | +38                        | 33.                        | 0                          | 36,647       | 1:48,059     | +6,546       | 24.          | 36,330       | 1:49,000   | 3. Q       | NQ          | NQ         | NQ         | 0          | 30,915            | 17:42             | +0:28             | 15.               | NQ                | 0                 | 0         | 0         | 0         | 4         | 4                   | 3.               | 16        | 5.        | 40        | 80     | 10.     |

### Lekkoatletyka
Dziewczęta
| Zawodniczka         | Konkurencja                               | Finał   | Finał   | Finał   | Finał   | Finał   | Finał   |
| Zawodniczka         | Konkurencja                               | Etap 1  | Etap 1  | Etap 2  | Etap 2  | Razem   | Razem   |
| Zawodniczka         | Konkurencja                               | Czas    | Pozycja | Czas    | Pozycja | Czas    | Pozycja |
| ------------------- | ----------------------------------------- | ------- | ------- | ------- | ------- | ------- | ------- |
| Pia Skrzyszowska    | Bieg na 200 metrów                        | 24,51   | 5.      | 23,95   | 6.      | 48,46   | 6.      |
| Kinga Gacka         | Bieg na 400 metrów                        | 58,30   | 18.     | 58,27   | 16.     | 1:56,57 | 18.     |
| Alicja Stój         | Bieg na 800 metrów                        | 2:14,80 | 14.     | 2:11,52 | 10.     | 4:26,32 | 11.     |
| Klaudia Kazimierska | Bieg na 1500 metrów                       | –       | –       | –       | –       | 4:34,22 | 10.     |
| Klaudia Kazimierska | Cross country                             | –       | –       | –       | –       | 14:45   | 39.     |
| Monika Romaszko     | Bieg na 100 metrów przez płotki (76,2 cm) | 14,49   | 16.     | 14,14   | 15.     | 28,63   | 17.     |

| Zawodniczka    | Konkurencja        | Finał  | Finał   | Finał  | Finał   | Finał  | Finał   |
| Zawodniczka    | Konkurencja        | Etap 1 | Etap 1  | Etap 2 | Etap 2  | Razem  | Razem   |
| Zawodniczka    | Konkurencja        | Wynik  | Pozycja | Wynik  | Pozycja | Wynik  | Pozycja |
| -------------- | ------------------ | ------ | ------- | ------ | ------- | ------ | ------- |
| Wiktoria Miąso | Skok wzwyż         | 1,74   | 7.      | 1,79   | 8.      | 3,53   | 7.      |
| Karolina Bomba | Rzut młotem (3 kg) | 58,34  | 12.     | 55,65  | 13.     | 113,99 | 11.     |

Chłopcy
| Zawodnik         | Konkurencja                               | Finał   | Finał   | Finał   | Finał   | Finał   | Finał   |
| Zawodnik         | Konkurencja                               | Etap 1  | Etap 1  | Etap 2  | Etap 2  | Razem   | Razem   |
| Zawodnik         | Konkurencja                               | Czas    | Pozycja | Czas    | Pozycja | Czas    | Pozycja |
| ---------------- | ----------------------------------------- | ------- | ------- | ------- | ------- | ------- | ------- |
| Rafał Łupiński   | Bieg na 100 metrów                        | 11,24   | 18.     | 10,73   | 17.     | 21,97   | 19.     |
| Adam Łukomski    | Bieg na 200 metrów                        | 21,97   | 15.     | 21,46   | 14.     | 43,43   | 15.     |
| Adam Masaczyński | Bieg na 800 metrów                        | 1:53,82 | 16.     | 1:54,17 | 12.     | 3:47,99 | 13.     |
| Jakub Czak       | Bieg na 110 metrów przez płotki (91,4 cm) | 13,86   | 7.      | 48,46   | 7.      | 27,58   | 7.      |

| Zawodnik          | Konkurencja            | Finał  | Finał   | Finał  | Finał   | Finał  | Finał   |
| Zawodnik          | Konkurencja            | Etap 1 | Etap 1  | Etap 2 | Etap 2  | Razem  | Razem   |
| Zawodnik          | Konkurencja            | Wynik  | Pozycja | Wynik  | Pozycja | Wynik  | Pozycja |
| ----------------- | ---------------------- | ------ | ------- | ------ | ------- | ------ | ------- |
| Piotr Goździewicz | Pchnięcie kulą (5 kg)  | 18,64  | 7.      | 19,02  | 5.      | 37,66  | 5.      |
| Gracjan Kozak     | Rzut dyskiem (1,5 kg)  | 55,40  | 4.      | 59,52  | 2.      | 114,92 | brąz    |
| Tomasz Ratajczyk  | Rzut młotem (5 kg)     | 72,11  | 6.      | 73,05  | 4.      | 145,16 | 5.      |
| Marek Mucha       | Rzut oszczepem (700 g) | 61,43  | 16.     | 63,59  | 15.     | 125,02 | 16.     |

### Pięciobój nowoczesny
Dziewczęta
| Zawodniczka          | Konkurencja      | Szermierka | Szermierka | Szermierka | Szermierka | Pływanie | Pływanie | Pływanie | Szermierka bonusowa | Laser Run       | Laser Run  | Laser Run   | Laser Run | Laser Run | Punkty | Pozycja końcowa |
| Zawodniczka          | Konkurencja      | W          | P          | Pozycja    | Punkty     | Czas     | Pozycja  | Punkty   | Punkty              | Czas strzelania | Czas biegu | Łączny czas | Pozycja   | Punkty    | Punkty | Pozycja końcowa |
| -------------------- | ---------------- | ---------- | ---------- | ---------- | ---------- | -------- | -------- | -------- | ------------------- | --------------- | ---------- | ----------- | --------- | --------- | ------ | --------------- |
| Agnieszka Wysokińska | Zawody dziewcząt | 9          | 14         | 20.        | 194        | 2:28,95  | 20.      | 253      | 0                   | 48,2            | 13:02,15   | 13:50,35    | 19.       | 470       | 917    | 20.             |

Chłopcy
| Zawodnik         | Konkurencja     | Szermierka | Szermierka | Szermierka | Szermierka | Pływanie | Pływanie | Pływanie | Szermierka bonusowa | Laser Run       | Laser Run  | Laser Run   | Laser Run | Laser Run | Punkty | Pozycja końcowa |
| Zawodnik         | Konkurencja     | W          | P          | Pozycja    | Punkty     | Czas     | Pozycja  | Punkty   | Punkty              | Czas strzelania | Czas biegu | Łączny czas | Pozycja   | Punkty    | Punkty | Pozycja końcowa |
| ---------------- | --------------- | ---------- | ---------- | ---------- | ---------- | -------- | -------- | -------- | ------------------- | --------------- | ---------- | ----------- | --------- | --------- | ------ | --------------- |
| Kamil Kasperczak | Zawody chłopców | 12         | 11         | 8.         | 218        | 2:09,53  | 11.      | 291      | 5                   | 58,7            | 10:41,33   | 11:40,03    | 7.        | 600       | 1114   | 9.              |

Mikst
| Zawodnik                        | Konkurencja      | Szermierka | Szermierka | Szermierka | Szermierka | Pływanie | Pływanie | Pływanie | Szermierka bonusowa | Laser Run       | Laser Run  | Laser Run   | Laser Run | Laser Run | Punkty | Pozycja końcowa |
| Zawodnik                        | Konkurencja      | W          | P          | Pozycja    | Punkty     | Czas     | Pozycja  | Punkty   | Punkty              | Czas strzelania | Czas biegu | Łączny czas | Pozycja   | Punkty    | Punkty | Pozycja końcowa |
| ------------------------------- | ---------------- | ---------- | ---------- | ---------- | ---------- | -------- | -------- | -------- | ------------------- | --------------- | ---------- | ----------- | --------- | --------- | ------ | --------------- |
| Agnieszka Wysokińska Pele Uibel | Zawody drużynowe | DNS        | DNS        | DNS        | DNS        | DNS      | DNS      | DNS      | DNS                 | DNS             | DNS        | DNS         | DNS       | DNS       | DNS    | DNS             |
| Laura Heredia Kamil Kasperczak  | Zawody drużynowe | 31         | 13         | 2.         | 250        | 2:04,45  | 14.      | 302      | 0                   | 59,5            | 10:08,52   | 11:44,22    | 8.        | 596       | 1148   | brąz            |

### Pływanie
Dziewczęta
| Zawodniczka          | Konkurencja                  | Eliminacje   | Eliminacje | Eliminacje | Eliminacje | Półfinał     | Półfinał | Półfinał | Półfinał | Finał        | Finał | Finał  | Finał   |
| Zawodniczka          | Konkurencja                  | Czas reakcji | Czas       | Strata     | Pozycja    | Czas reakcji | Czas     | Strata   | Pozycja  | Czas reakcji | Czas  | Strata | Pozycja |
| -------------------- | ---------------------------- | ------------ | ---------- | ---------- | ---------- | ------------ | -------- | -------- | -------- | ------------ | ----- | ------ | ------- |
| Kornelia Fiedkiewicz | 50 metrów stylem dowolnym    | 0,67         | 26,21      | +0,56      | 15. Q      | 0,66         | 25,76    | +0,33    | 9. R     | NQ           | NQ    | NQ     | NQ      |
| Kornelia Fiedkiewicz | 100 metrów stylem dowolnym   | 0,64         | 57,63      | +2,48      | 28.        | NQ           | NQ       | NQ       | NQ       | NQ           | NQ    | NQ     | NQ      |
| Kornelia Fiedkiewicz | 50 metrów stylem motylkowym  | 0,67         | 27,98      | +1,14      | 20.        | NQ           | NQ       | NQ       | NQ       | NQ           | NQ    | NQ     | NQ      |
| Weronika Hallmann    | 50 metrów stylem klasycznym  | 0,67         | 32,24      | +0,34      | 10. Q      | 0,68         | 31,49    | –        | 2. Q     | 0,67         | 32,17 | +0,80  | 7.      |
| Weronika Hallmann    | 100 metrów stylem klasycznym | 0,69         | 1:10,47    | +1,23      | 9. Q       | 0,72         | 1:10,06  | +1,31    | 9. R     | NQ           | NQ    | NQ     | NQ      |
| Weronika Hallmann    | 200 metrów stylem klasycznym | 0,74         | 2:32,52    | +2,42      | 13.        | –            | –        | –        | –        | NQ           | NQ    | NQ     | NQ      |
| Karolina Jurczyk     | 50 metrów stylem dowolnym    | 0,70         | 27,07      | +1,31      | 24.        | NQ           | NQ       | NQ       | NQ       | NQ           | NQ    | NQ     | NQ      |
| Karolina Jurczyk     | 100 metrów stylem dowolnym   | 0,70         | 59,78      | +3,03      | 38.        | NQ           | NQ       | NQ       | NQ       | NQ           | NQ    | NQ     | NQ      |
| Karolina Jurczyk     | 50 metrów stylem grzbietowym | 0,65         | 31,00      | +2,54      | 31.        | NQ           | NQ       | NQ       | NQ       | NQ           | NQ    | NQ     | NQ      |
| Karolina Jurczyk     | 50 metrów stylem motylkowym  | 0,70         | 28,25      | +1,41      | 25.        | NQ           | NQ       | NQ       | NQ       | NQ           | NQ    | NQ     | NQ      |
| Aleksandra Knop      | 200 metrów stylem dowolnym   | 0,63         | 2:03,25    | +2,82      | 16.        | –            | –        | –        | –        | NQ           | NQ    | NQ     | NQ      |
| Aleksandra Knop      | 400 metrów stylem dowolnym   | 0,61         | 4:22,09    | +10,23     | 17.        | –            | –        | –        | –        | NQ           | NQ    | NQ     | NQ      |
| Aleksandra Knop      | 200 metrów stylem zmiennym   | 0,61         | 2:19,56    | +4,82      | 16.        | –            | –        | –        | –        | NQ           | NQ    | NQ     | NQ      |

Chłopcy
| Zawodnik                                                       | Konkurencja                    | Eliminacje   | Eliminacje | Eliminacje | Eliminacje | Półfinał     | Półfinał | Półfinał | Półfinał | Finał        | Finał   | Finał  | Finał   |
| Zawodnik                                                       | Konkurencja                    | Czas reakcji | Czas       | Strata     | Pozycja    | Czas reakcji | Czas     | Strata   | Pozycja  | Czas reakcji | Czas    | Strata | Pozycja |
| -------------------------------------------------------------- | ------------------------------ | ------------ | ---------- | ---------- | ---------- | ------------ | -------- | -------- | -------- | ------------ | ------- | ------ | ------- |
| Jan Kałusowski                                                 | 50 metrów stylem klasycznym    | 0,64         | 29,40      | +1,12      | 20.        | NQ           | NQ       | NQ       | NQ       | NQ           | NQ      | NQ     | NQ      |
| Jan Kałusowski                                                 | 100 metrów stylem klasycznym   | 0,64         | 1:02,63    | +1,20      | 6. Q       | 0,64         | 1:02,23  | +1,62    | 7. Q     | 0,65         | 1:02,69 | +2,10  | 8.      |
| Jan Kałusowski                                                 | 200 metrów stylem klasycznym   | 0,66         | 2:15,51    | +1,93      | 5. Q       | –            | –        | –        | –        | 0,66         | 2:13,72 | +2,09  | brąz    |
| Jan Kałusowski                                                 | 200 metrów stylem zmiennym     | DNS          | DNS        | DNS        | DNS        | –            | –        | –        | –        | NQ           | NQ      | NQ     | NQ      |
| Bartłomiej Koziejko                                            | 400 metrów stylem dowolnym     | 0,75         | 3:59,08    | +7,40      | 24.        | –            | –        | –        | –        | NQ           | NQ      | NQ     | NQ      |
| Bartłomiej Koziejko                                            | 800 metrów stylem dowolnym     | 0,75         | 8:09,97    | +0,54      | 11.        | –            | –        | –        | –        | NQ           | NQ      | NQ     | NQ      |
| Jakub Kraska                                                   | 100 metrów stylem dowolnym     | 0,68         | 50,17      | –          | 2. Q       | 0,69         | 49,70    | –        | 1. Q     | 0,68         | 49,26   | +0,03  | srebro  |
| Jakub Kraska                                                   | 200 metrów stylem dowolnym     | 0,69         | 1:49,17    | +0,02      | 4. Q       | –            | –        | –        | –        | 0,77         | 1:48,65 | +0,92  | 4.      |
| Jakub Majerski                                                 | 50 metrów stylem motylkowym    | 0,70         | 24,79      | +0,16      | 19.        | NQ           | NQ       | NQ       | NQ       | NQ           | NQ      | NQ     | NQ      |
| Jakub Majerski                                                 | 100 metrów stylem motylkowym   | 0,68         | 53,13      | –          | 3. Q       | 0,68         | 52,79    | +0,23    | 6. Q     | 0,71         | 52,95   | +1,83  | 6.      |
| Jakub Majerski                                                 | 200 metrów stylem motylkowym   | 0,71         | 2:05,27    | +5,49      | 24.        | –            | –        | –        | –        | NQ           | NQ      | NQ     | NQ      |
| Jakub Kraska Jan Kałusowski Jakub Majerski Bartłomiej Koziejko | 4 × 100 metrów stylem zmiennym | 0,75         | 3:45,31    | –          | 2. Q       | –            | –        | –        | –        | 0,74         | 3:41,51 | +6,34  | brąz    |

Mikst
| Zawodnik                                                                                     | Konkurencja                    | Eliminacje   | Eliminacje | Eliminacje | Eliminacje | Finał        | Finał   | Finał  | Finał   |
| Zawodnik                                                                                     | Konkurencja                    | Czas reakcji | Czas       | Strata     | Pozycja    | Czas reakcji | Czas    | Strata | Pozycja |
| -------------------------------------------------------------------------------------------- | ------------------------------ | ------------ | ---------- | ---------- | ---------- | ------------ | ------- | ------ | ------- |
| Jakub Kraska Jakub Majerski Kornelia Fiedkiewicz Aleksandra Knop (f.) Karolina Jurczyk (el.) | 4 × 100 metrów stylem dowolnym | 0,68         | 3:36,69    | +5,77      | 7. Q       | 0,68         | 3:33,08 | +4,58  | 5.      |
| Aleksandra Knop Jan Kałusowski Jakub Majerski Kornelia Fiedkiewicz                           | 4 × 100 metrów stylem zmiennym | 0,63         | 3:58,76    | +5,66      | 10. R      | NQ           | NQ      | NQ     | NQ      |

### Podnoszenie ciężarów
Dziewczęta
| Zawodniczka       | Konkurencja | Rwanie    | Rwanie    | Rwanie    | Rwanie | Rwanie  | Podrzut   | Podrzut   | Podrzut   | Podrzut | Podrzut | Razem | Razem   |
| Zawodniczka       | Konkurencja | Podejście | Podejście | Podejście | Wynik  | Pozycja | Podejście | Podejście | Podejście | Wynik   | Pozycja | Wynik | Pozycja |
| Zawodniczka       | Konkurencja | 1         | 2         | 3         | Wynik  | Pozycja | 1         | 2         | 3         | Wynik   | Pozycja | Wynik | Pozycja |
| ----------------- | ----------- | --------- | --------- | --------- | ------ | ------- | --------- | --------- | --------- | ------- | ------- | ----- | ------- |
| Paulina Rutkowska | 63 kg       | 81        | 84        | 86        | 84     | 5.      | 100       | 103       | 107       | 103     | 5.      | 187   | 5.      |

Chłopcy
| Zawodnik        | Konkurencja | Rwanie    | Rwanie    | Rwanie    | Rwanie | Rwanie  | Podrzut   | Podrzut   | Podrzut   | Podrzut | Podrzut | Razem | Razem   |
| Zawodnik        | Konkurencja | Podejście | Podejście | Podejście | Wynik  | Pozycja | Podejście | Podejście | Podejście | Wynik   | Pozycja | Wynik | Pozycja |
| Zawodnik        | Konkurencja | 1         | 2         | 3         | Wynik  | Pozycja | 1         | 2         | 3         | Wynik   | Pozycja | Wynik | Pozycja |
| --------------- | ----------- | --------- | --------- | --------- | ------ | ------- | --------- | --------- | --------- | ------- | ------- | ----- | ------- |
| Jakub Zieliński | +85 kg      | 135       | 140       | 145       | 140    | 5.      | 168       | 173       | 178       | 173     | 5.      | 313   | 5.      |

### Siatkówka plażowa
Dziewczęta
| Zawodniczka                         | Konkurencja      | Faza grupowa                                  | Faza grupowa                                     | Faza grupowa                         | Faza grupowa | 1/12 finału                        | 1/8 finału | Ćwierćfinał | Półfinał | Finał |
| Zawodniczka                         | Konkurencja      | Przeciwnicy                                   | Przeciwnicy                                      | Przeciwnicy                          | Pozycja      | 1/12 finału                        | 1/8 finału | Ćwierćfinał | Półfinał | Finał |
| ----------------------------------- | ---------------- | --------------------------------------------- | ------------------------------------------------ | ------------------------------------ | ------------ | ---------------------------------- | ---------- | ----------- | -------- | ----- |
| Julia Gierczyńska Patrycja Jundziłł | Zawody dziewcząt | Hamdy Samir Yasser Elsayed W 2–0 (21–5, 21–8) | Alvarado Franco Juarez Peña W 2–0 (21–11, 21–14) | Zeng Cao P 1–2 (21–19, 18–21, 14–16) | 2. Q         | Villar Churin P 0–2 (19–21, 16–21) | NQ         | NQ          | NQ       | NQ    |

Chłopcy
| Zawodnik                           | Konkurencja     | Faza grupowa                             | Faza grupowa                         | Faza grupowa                    | Faza grupowa | 1/12 finału                          | 1/8 finału | Ćwierćfinał | Półfinał | Finał |
| Zawodnik                           | Konkurencja     | Przeciwnicy                              | Przeciwnicy                          | Przeciwnicy                     | Pozycja      | 1/12 finału                          | 1/8 finału | Ćwierćfinał | Półfinał | Finał |
| ---------------------------------- | --------------- | ---------------------------------------- | ------------------------------------ | ------------------------------- | ------------ | ------------------------------------ | ---------- | ----------- | -------- | ----- |
| Dominik Poznański Mikołaj Miszczuk | Zawody chłopców | Szekunow Wierietiuk P 0–2 (12–21, 26–28) | Lammel Droguett W 2–0 (21–18, 22–20) | Joe Jeffrey W 2–0 (21–13, 21–9) | 2. Q         | Narathon Thanan P 0–2 (18–21, 13–21) | NQ         | NQ          | NQ       | NQ    |

### Strzeletwo
Dziewczęta
| Zawodniczka    | Konkurencja                       | Kwalifikacje | Kwalifikacje | Kwalifikacje | Kwalifikacje | Kwalifikacje | Kwalifikacje | Kwalifikacje | Kwalifikacje | Finał |    |
| Zawodniczka    | Konkurencja                       | Seria        | Seria        | Seria        | Seria        | Seria        | Seria        | Wynik        | Pozycja      | Finał |    |
| Zawodniczka    | Konkurencja                       | 1            | 2            | 3            | 4            | 5            | 6            | Wynik        | Pozycja      | Finał |    |
| -------------- | --------------------------------- | ------------ | ------------ | ------------ | ------------ | ------------ | ------------ | ------------ | ------------ | ----- | -- |
| Wiktoria Bober | Karabin pneumatyczny indywidualny | 103,1        | 103,9        | 101,4        | 103,2        | 104,0        | 102,7        | 618,3 -x     | 10.          | NQ    | NQ |

Mikst
| Zawodnik                    | Konkurencja                    | Kwalifikacje | Kwalifikacje | 1/8 finału                                       | Ćwierćfinał | Półfinał | Finał |
| Zawodnik                    | Konkurencja                    | Wynik        | Pozycja      | 1/8 finału                                       | Ćwierćfinał | Półfinał | Finał |
| --------------------------- | ------------------------------ | ------------ | ------------ | ------------------------------------------------ | ----------- | -------- | ----- |
| Wiktoria Bober Miljan Dević | Karabin pneumatyczny drużynowy | 823,5        | 8. Q         | Alliana Volkart Amirsiyavash Zolfagharian P 9–10 | NQ          | NQ       | NQ    |

### Szermierka
Dziewczęta
| Zawodniczka      | Konkurencja         | Faza grupowa | Faza grupowa | Faza grupowa    | Faza grupowa | Faza grupowa   | Faza grupowa    | Faza grupowa | 1/8 finału              | Ćwierćfinał | Półfinał | Finał |
| Zawodniczka      | Konkurencja         | Przeciwnicy  | Przeciwnicy  | Przeciwnicy     | Przeciwnicy  | Przeciwnicy    | Przeciwnicy     | Pozycja      | 1/8 finału              | Ćwierćfinał | Półfinał | Finał |
| ---------------- | ------------------- | ------------ | ------------ | --------------- | ------------ | -------------- | --------------- | ------------ | ----------------------- | ----------- | -------- | ----- |
| Magdalena Ławska | Floret indywidualny | Senyo W 5–0  | Fu P 0–5     | Caulfield P 2–5 | Tieu P 1–5   | Zsoldosi P 3–5 | Favaretto P 1–5 | 6.           | Acurero González P 9–15 | NQ          | NQ       | NQ    |

Chłopcy
| Zawodnik   | Konkurencja         | Faza grupowa | Faza grupowa | Faza grupowa | Faza grupowa    | Faza grupowa             | Faza grupowa | 1/8 finału | Ćwierćfinał       | Półfinał         | O 3. miejsce               |
| Zawodnik   | Konkurencja         | Przeciwnicy  | Przeciwnicy  | Przeciwnicy  | Przeciwnicy     | Przeciwnicy              | Pozycja      | 1/8 finału | Ćwierćfinał       | Półfinał         | O 3. miejsce               |
| ---------- | ------------------- | ------------ | ------------ | ------------ | --------------- | ------------------------ | ------------ | ---------- | ----------------- | ---------------- | -------------------------- |
| Maciej Bem | Floret indywidualny | Chan P 1–5   | Lim W 5–1    | Marouf W 5–4 | Cervantes P 3–5 | Winterberg-Poulsen P 2–5 | 5.           | Lim W 15–3 | Cervantes W 15–12 | Spichiger P 8–15 | Winterberg-Poulsen P 13–15 |

Mikst
| Zawodnik                                                                                          | Konkurencja      | Ćwierćfinał | Półfinał | O 3. miejsce                                                                                                   |
| ------------------------------------------------------------------------------------------------- | ---------------- | --- | --- | --- |
| Europa 3: Alonso Santamaria Joana Iliewa Maciej Bem Venissia Thépaut Alexander Biro Axelle Wasiak | Zawody drużynowe | Europa 2: Samuel Jarry Jolien Corteyn Jonas Winterberg-Poulsen Rebeca Cândescu Paul Veltrup Veronika Bieleszová W 30–24 | Europa 1: Krisztián Rabb Liza Pusztai Armand Spichiger Martina Favaretto Davide di Veroli Kateryna Czornij P 22–30 | Ameryka 1: Robert Vidovszky Natalia Botello Cervantes Kenji Bravo May Tieu Isaac Herbst Emily Vermeule P 24–30 |

### Taekwondo
Dziewczęta
| Zawodniczka      | Konkurencja | Ćwierćfinał                     | Półfinał | Finał |
| ---------------- | ----------- | ------------------------------- | -------- | ----- |
| Marcelina Koszel | +63 kg      | Fatima-Ezzahra Aboufaras P 4–20 | NQ       | NQ    |

Chłopcy
| Zawodnik       | Konkurencja | Ćwierćfinał        | Półfinał | Finał |
| -------------- | ----------- | ------------------ | -------- | ----- |
| Jakub Sadurski | +73 kg      | Lee Meng-en P 2–10 | NQ       | NQ    |

### Tenis stołowy
Dziewczęta
| Zawodniczka  | Konkurencja    | Faza grupowa         | Faza grupowa          | Faza grupowa        | Faza grupowa | 1/8 finału             | Ćwierćfinał | Półfinał | Finał |
| Zawodniczka  | Konkurencja    | Przeciwnicy          | Przeciwnicy           | Przeciwnicy         | Pozycja      | 1/8 finału             | Ćwierćfinał | Półfinał | Finał |
| ------------ | -------------- | -------------------- | --------------------- | ------------------- | ------------ | ---------------------- | ----------- | -------- | ----- |
| Anna Węgrzyn | Gra pojedyncza | Grace Rosi Yee W 4–0 | Bruna Takahashi P 0–4 | Hui Ling Vong W 4–0 | 2. Q         | Andreea Dragoman P 1–4 | NQ          | NQ       | NQ    |

Mikst
| Zawodnik                          | Konkurencja  | Faza grupowa                       | Faza grupowa                       | Faza grupowa                               | Faza grupowa | 1/8 finału | Ćwierćfinał | Półfinał | Finał |
| Zawodnik                          | Konkurencja  | Przeciwnicy                        | Przeciwnicy                        | Przeciwnicy                                | Pozycja      | 1/8 finału | Ćwierćfinał | Półfinał | Finał |
| --------------------------------- | ------------ | ---------------------------------- | ---------------------------------- | ------------------------------------------ | ------------ | ---------- | ----------- | -------- | ----- |
| Anna Węgrzyn Maciej Kolodziejczyk | Gra podwójna | Pyon Song-gyong Kim Song-gun P 0–3 | Sabina Šurjan Truls Moregard P 0–3 | Zdena Blašková Medardas Stankevičius W 3–0 | 3.           | NQ         | NQ          | NQ       | NQ    |

### Tenis ziemny
Dziewczęta
| Zawodniczka            | Konkurencja    | 1/16 finału                        | 1/8 finału                                          | Ćwierćfinał                              | Półfinał                                                         | Finał                                       | Pozycja końcowa |
| ---------------------- | -------------- | ---------------------------------- | --------------------------------------------------- | ---------------------------------------- | ---------------------------------------------------------------- | ------------------------------------------- | --------------- |
| Iga Świątek            | Gra pojedyncza | Eléonora Molinaro W 2–0 (6–1, 6–4) | Joanna Garland W 2–1 (4–6, 6–3, 6–1)                | Clara Burel P 0–2 (4–6, 2–6)             | NQ                                                               | NQ                                          | 5.              |
| Kaja Juvan Iga Świątek | Gra podwójna   | –                                  | Elisabetta Cocciaretto Sylvie Zünd W 2–0 (6–0, 6–2) | Clara Burel Diane Parry W 2–0 (6–0, 6–4) | María Lourdes Carlé María Camila Osorio Serrano W 2–0 (6–2, 6–2) | Yuki Naito Naho Sato W 2–1 (6–7, 7–5, 10–4) | złoto           |

Chłopcy
| Zawodnik                              | Konkurencja    | 1/16 finału                    | 1/8 finału                                 | Ćwierćfinał                  | Półfinał | Finał | Pozycja końcowa |
| ------------------------------------- | -------------- | ------------------------------ | ------------------------------------------ | ---------------------------- | -------- | ----- | --------------- |
| Daniel Michalski                      | Gra pojedyncza | Delmas N'Tcha W 2–0 (6–0, 6–0) | Ondřej Štyler W 2–0 (6–2, 6–0)             | Hugo Gaston P 0–2 (4–6, 1–6) | NQ       | NQ    | 5.              |
| Filip Cristian Jianu Daniel Michalski | Gra podwójna   | –                              | Mu Tao Naoki Tajima P 1–2 (7–6, 3–6, 4–10) | NQ                           | NQ       | NQ    | 9.              |

Mikst
| Zawodnik                     | Konkurencja  | 1/16 finału                               | 1/8 finału                   | Ćwierćfinał | Półfinał | Finał | Pozycja końcowa |
| ---------------------------- | ------------ | ----------------------------------------- | ---------------------------- | ----------- | -------- | ----- | --------------- |
| Iga Świątek Daniel Michalski | Gra mieszana | Alexa Noel Tristan Boyer W 2–0 (6–1, 6–4) | Yuki Naito Naoki Tajima P WO | NQ          | NQ       | NQ    | 9.              |

### Wspinaczka sportowa
| Aleksandra Kałucka | Wspinaczka łączona | 8,10 | DNF  | 1 | z | f | f | T | 1T 2z | 5 | 17 | 19  | 1:29 | 16 | 272 | 7. | NQ | NQ | NQ |
| Natalia Kałucka    | Wspinaczka łączona | 8,65 | 8,31 | 2 | z | f | z | T | 1T 3z | 3 | 12 | 19+ | 1:25 | 14 | 336 | 8. | NQ | NQ | NQ |

### Żeglarstwo
Dziewczęta
| Zawodniczka      | Konkurencja                        | Wyścig | Wyścig | Wyścig | Wyścig | Wyścig | Wyścig | Wyścig   | Wyścig   | Wyścig   | Wyścig   | Wyścig   | Wyścig   | Wyścig | Suma punktów | Punkty zaliczane | Pozycja |
| Zawodniczka      | Konkurencja                        | 1      | 2      | 3      | 4      | 5      | 6      | 7        | 8        | 9        | 10       | 11       | 12       | WF     | Suma punktów | Punkty zaliczane | Pozycja |
| ---------------- | ---------------------------------- | ------ | ------ | ------ | ------ | ------ | ------ | -------- | -------- | -------- | -------- | -------- | -------- | ------ | ------------ | ---------------- | ------- |
| Oliwia Hłobuczek | Kiteboarding – IKA Twin Tip Racing | 4      | 3      | 7      | 5      | 7      | 7      | Odwołane | Odwołane | Odwołane | Odwołane | Odwołane | Odwołane | 7      | 33           | 19               | 7.      |
| Lidia Sulikowska | Windsurfing – Techno 293+          | 9      | 6      | 8      | 5      | –      | 6      | 10       | 8        | 13       | 18       | 12       | 17       | 8      | 120          | 102              | 9.      |

Chłopcy
| Zawodnik         | Konkurencja               | Wyścig | Wyścig | Wyścig | Wyścig | Wyścig | Wyścig | Wyścig | Wyścig | Wyścig | Wyścig | Wyścig | Wyścig | Wyścig | Suma punktów | Punkty zaliczane | Pozycja |
| Zawodnik         | Konkurencja               | 1      | 2      | 3      | 4      | 5      | 6      | 7      | 8      | 9      | 10     | 11     | 12     | WF     | Suma punktów | Punkty zaliczane | Pozycja |
| ---------------- | ------------------------- | ------ | ------ | ------ | ------ | ------ | ------ | ------ | ------ | ------ | ------ | ------ | ------ | ------ | ------------ | ---------------- | ------- |
| Kamil Manowiecki | Windsurfing – Techno 293+ | 5      | 14     | 4      | 14     | –      | 25     | 10     | 6      | 13     | 11     | 8      | 25     | 9      | 144          | 119              | 10.     |